# Xylomya semimaculata
Xylomya semimaculata är en tvåvingeart som först beskrevs av Frey 1960. Xylomya semimaculata ingår i släktet Xylomya och familjen lövträdsflugor.
Artens utbredningsområde är Myanmar. Inga underarter finns listade i Catalogue of Life.